# 朴成华
朴成华（박성화，Park Sung-Wha，1955年5月7日—），韩国足球教练。朴成华在球员时期曾为韩国出场92次，1980年他代表韩国队参加了亚洲杯比赛，为韩国队夺取了亚军。退役之后，朴成华先后执教了韩国各级国家队和多支K联赛球队。

## 简介
1978年朴成华在高丽大学毕业后，加入当时还是企业足球队的POSCO (今浦项制铁)，后来他要加入陆军足球队服兵役兩年。
1983年，首屇K联赛，朴成华加入了哈利路亚，他表现出色助球队获得冠军，自己亦获得了K联赛史上第一个最佳球员的称号。
1986年，朴成华重返POSCO原子并帮助球队拿到了当年的联赛冠军，翌年退役。
退役之后，朴成华于1989年回到家乡在蔚山现代老虎担任助理教练，1993年成为油公象(即现在的济州联)的主教练。1994年率象队夺取了K联赛杯的冠军。
1996-2000年，朴成华在浦项制铁担任主教练，其中在1997年和1998年，朴成华率队连续两年在亚洲俱乐部杯中夺冠，执教浦项制铁期间在联赛和杯赛共获得过3次冠军和3次亚军。
2001年，朴成华成为了韩国国青队的主教练，2002年朴成华率领韩国国青队在多哈亚青赛上夺取冠军，而在2004年的马来西亚亚青赛上，朴成华再次带领韩国国青队蝉联了冠军，他成为了韩国历史上第二位带领国青队两连霸的主教练。
朴成华还在2003年成为了韩国国家足球队的过渡主教练。   
2007年朴成华出任了釜山偶像的主教练，但仅执教兩个月。他就在同年的8月成为了韩国国奥队的主教练，2008年他率领球队参加了北京奥运会男子足球决赛阶段比赛。
2010年6月，中国球队大连实德宣布和前韩国国奥队主教练朴成华签订了执教协议，双方签约1年半。朴成华担任大连实德队的主教练，成为大连俱乐部历史上首位韩国籍主帅。
2011年5月，由于大连实德在中超联赛成绩不佳，9轮联赛只有8个积分加上朴成华一些決定如将教练调整出教练组、老队员下放预备队等令俱乐部不满，最终大连实德宣布朴成华下课。